# CIPEC

Karte der Mitglieder

Die CIPEC (von franz.: Conseil intergouvernemental des pays exportateurs de cuivre; deutsch: Internationale Gemeinschaft Kupfer exportierender Länder) war von 1967 bis 1988 eine internationale Organisation, deren Ziele die Bildung eines Kartells zur Beeinflussung des Kupferpreises und die Vertiefung der gegenseitigen Zusammenarbeit waren.

## Gründung
In den 1960er Jahren verstaatlichten eine Reihe von Ländern den Kupferbergbau. Insbesondere durch die Verstaatlichungen in Chile und Sambia, die über die größten bekannten Kupfervorräte verfügen, ergaben sich neue Möglichkeiten internationaler Zusammenarbeit. Im November 1966 trafen sich der chilenische Präsident Frei und der sambische Präsident Kaunda in Santiago zu ersten Gesprächen.
Im Juni 1967 wurde die CIPEC, nach dem Vorbild der OPEC, in Lusaka gegründet. Neben Chile und Sambia gehörten Peru und die Demokratische Republik Kongo zu den Gründungsmitgliedern. Länder, deren Haupteinnahmequellen nicht primär aus dem Kupferbergbau stammten, wie die USA, wurden bewusst aus der CIPEC herausgehalten.

## Bedeutung
Hauptsächlich angetrieben von Rio Tinto beschloss die CIPEC 1974, die Förderung um 10 Prozent zu drosseln – später sogar um 15 Prozent. Dies geschah vor dem Hintergrund der Ölkrise und der von der OPEC erwirtschafteten Profite.
Der CIPEC traten 1975 Australien, Indonesien, Papua-Neuguinea und Jugoslawien bei. Damit kontrollierte die CIPEC rund 30 Prozent des weltweit raffinierten Kupfers und rund 50 Prozent aller bekannten Kupfervorräte.
Da allerdings die eigenen Förderquoten nur unzureichend umgesetzt wurden, die Förderquoten in Krisenjahren beschlossen wurden und noch genügend Kupfer im „freien Markt“ war, konnte die CIPEC nie einen so großen Einfluss auf den Kupferpreis nehmen wie die OPEC auf den Rohölpreis. Für Chile war die Politik der CIPEC sogar kontraproduktiv, da es dringend auf die Einnahmen aus dem Export angewiesen war.
Nach und nach schwand deshalb die Bedeutung der CIPEC, bis sie 1988 aufgelöst wurde. Seitdem hat sich kein neues Kupfer-Kartell mehr gebildet.

## Mitglieder
Zu den Gründungsmitgliedern gehörten:
- Chile
- Peru
- Demokratische Republik Kongo
- Sambia

1975 traten der CIPEC bei:
- Australien
- Indonesien
- Papua-Neuguinea
- Jugoslawien